# Sinanema ginlingensis
Sinanema ginlingensis är en rundmaskart som först beskrevs av Hoeppli och Chu 1932.  Sinanema ginlingensis ingår i släktet Sinanema och familjen Tripylidae. Inga underarter finns listade i Catalogue of Life.